# Кошельовська сільська рада
Кошельо́вська сільська рада (рос. Кошелёвский сельский совет) — сільське поселення у складі Спаського району Пензенської області Росії.
Адміністративний центр — село Кошельовка.

## Населення
Населення — 520 осіб (2019; 657 в 2010, 741 у 2002).

## Склад
До складу сільської ради входять:
| Населений пункт  | Населення, осіб (2002) | Населення, осіб (2010) |
| ---------------- | ---------------------- | ---------------------- |
| Кошельовка, село | 470                    | 452                    |
| Лип'яги, село    | 271                    | 205                    |